# Астронавтът фермер
„Астронавтът фермер“ (на английски: The Astronaut Farmer) е американска драма от 2007 г. на режисьора Майкъл Полиш, който е съсценарист с брат си Марк. Във филма участват Били Боб Торнтън, Вирджиния Мадсън, Брус Дърн, Макс Териот, Тим Блейк Нелсън и др. Филмът е пуснат в Съединените щати на 23 февруари 2007 г.